# Nowy Międzyłęż
Nowy Międzyłęż [pronunciación en polaco: /ˈnɔvɨ mjɛnˈd͡zɨwɛ̃ʂ/] (en alemán: Neu Mösland, 1942–45 Neumösland) es un pueblo ubicado en el distrito administrativo de Gmina Pelplin, dentro del condado de Tczew, Voivodato de Pomerania, en el norte de Polonia. Se encuentra a unos 9 kilómetros al este de Pelplin, a 19 kilómetros al sureste de Tczew, y a 49 kilómetros al sur de la capital regional Gdańsk.